# Elsebeth Gerner Nielsen
Elsebeth Gerner Nielsen (ur. 5 stycznia 1960 w miejscowości Favrholt w gminie Frederikshavn) – duńska polityk, parlamentarzystka, w latach 1998–2001 minister kultury, rektor Designskolen Kolding.

## Życiorys
Absolwentka nauk społecznych na Odense Universitet (1986). Pracowała na tej uczelni, później w centrum kulturalnym Bolbro Brugerhus, a także jako kierownik sekcji w departamencie spraw społecznych i zdrowia administracji regionu Storstrøms Amt oraz jako konsultantka i badaczka w centrum edukacyjnym.
Dołączyła do socjalliberalnej partii Det Radikale Venstre. W latach 1994–2007 sprawowała mandat posłanki do Folketingetu. Od marca 1998 do listopada 2001 była ministrem kultury w czwartym rządzie Poula Nyrupa Rasmussena.
W 2008 objęła stanowisko rektora Designskolen Kolding, szkoły wzornictwa w Koldingu. Powoływana również w skład organów różnych instytucji kulturalnych. Autorka kilku książek oraz artykułów poświęconych kulturze i wzornictwu.